# اولین بار که در انقلاب شرکت کردم
اولین بار که در انقلاب شرکت کردم یک مجموعهٔ تلویزیونی ایرانی به کارگردانی «محمد دیهیمی»، «حسین دوامی»، «حمید دهقانپور»، «فرامرز باصری» و «محمود خوش‌زبان» است که در سال ۱۳۶۱ تولید و از شبکه ۱ سیمای جمهوری اسلامی ایران پخش گردید.

## خلاصه داستان
این مجموعه تلویزیونی، خاطرات مردم از حضور در جریان انقلاب ۱۳۵۷ و مبارزات آنها با نیروهای امنیتی و ارتش شاه را دست‌مایه داستان‌های خود قرار داده بود.

## بازیگران و عوامل تولید

### بازیگران
- رضا فیاضی
- جلیل فرجاد
- محرم بسیم
- محمد پورستار
- فرشید فرشود
- علی امانی
- احمد نصر
- مریم فروهر
- محسن اصلانی
- موسی شجاعی
- محمد حاج‌حسینی
- مریم فرخ‌نیا
- تقی شریفی
- فریده مالکی
- کاظم ایزدی‌پور
- اصغر زمانی
- نادر دانشور
- اکبر پلویی

### عوامل تولید
- کارگردانان: محمد دیهیمی، حسین دوانی، حمید دهقانپور، فرامرز باصری، محمود خوش‌زبان، عباس احمدی مطلق
- نویسندگان: محمد دیهیمی، عباس احمدی مطلق، پرویز مقدم
- تصویربرداران: مسعود خوش‌زبان، حمید دهقانپور، محسن ذوالانوار، محمد دیهیمی
- تدوینگران: حمید دهقانپور، کمال‌الدین اشرف، محسن اصلانی، زهرا کربلایی‌مقدم
- موسیقی: انتخابی
- فرمت تصویر: ۱۶ میلیمتری
- تعداد قسمت‌ها: ۹ قسمت (۲۱۸ دقیقه)
- محصول: گروه فیلم و سریال شبکه ۱ سیمای جمهوری اسلامی ایران
- سال تولید: ۱۳۶۱